# スコーコミッシュ
スコーコミッシュ族（Skokomish、トゥナ、Twana）とはアメリカ･インディアン部族である。

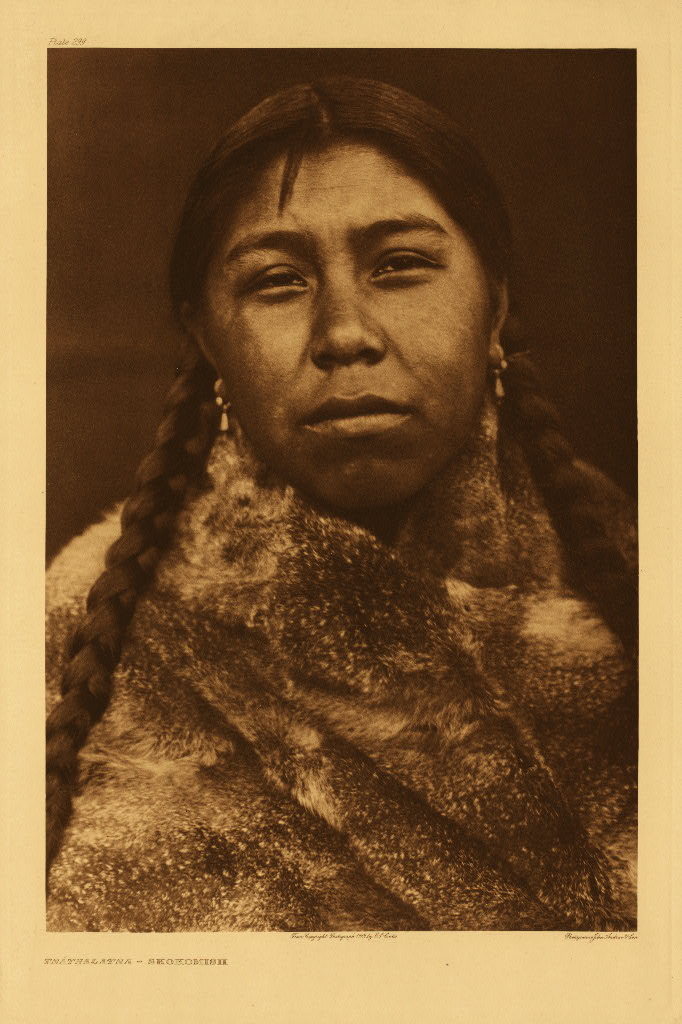

アメリカ合衆国ワシントン州西部のメイソン郡オリンピック半島の木が生い茂るスコーコミッシュ川沿いにあるフットカナルの保留地（Reservation）に定住している。農業や漁業（鮭は部族の主な主産物である）などをしなが暮らし、セイリッシュ語系のトァナ話を話す部族である。